# Nachtschade
Nachtschade (Solanum) is een geslacht van planten in de nachtschadefamilie (Solanaceae).
Met 1500-1700 verschillende soorten is nachtschade het grootste geslacht in de nachtschadefamilie. In de regel zijn de soorten kruidachtig, vaak rankend of klimmend. Veel soorten komen in de tropen voor, maar een aantal ook in gematigde streken. In de tropen zijn het vaak struiken en zelfs tot 6 meter hoge 'bomen'.
Cultuurgewassen zijn de aardappel (Solanum tuberosum), de antruwa (Solanum  macrocarpon), de aubergine (Solanum melongena), de lulo (Solanum quitoense), de pepino
(Solanum  muricatum), de tamarillo (Solanum betaceum) en de tomaat (Solanum lycopersicum). Deze laatste was vroeger bij het geslacht Lycopersicon ingedeeld, maar wordt nu als lid van de nachtschaden gezien.
Alleen bitterzoet (Solanum dulcamara) en zwarte nachtschade (Solanum nigrum) behoren tot de inheemse flora van Nederland.

## Bekende soorten
| Naam                       | Botanische naam       |
| -------------------------- | --------------------- |
|                            | Solanum bauerianum    |
|                            | Solanum crispum       |
| Bitterzoet                 | Solanum dulcamara     |
| Klimmende nachtschade      | Solanum jasminoides   |
|                            | Solanum linnaeanum    |
|                            | Solanum lycocarpum    |
| Tomaat                     | Solanum lycopersicum  |
| Antruwa                    | Solanum macrocarpon   |
| Aubergine                  | Solanum melongena     |
| Pepino                     | Solanum muricatum     |
| Zwarte nachtschade         | Solanum nigrum        |
| Glansbesnachtschade        | Solanum physalifolium |
| Lulo                       | Solanum quitoense     |
| Sodomsappel                | Solanum sodomaeum     |
| Orinoco-appel              | Solanum topiro        |
| Driebloemige nachtschade   | Solanum triflorum     |
| Aardappel                  | Solanum tuberosum     |
| Kannibaaltomaat            | Solanum uporo         |
| Donsnachtschade            | Solanum villosum      |
| Costa Ricaanse nachtschade | Solanum wendlandii'   |

## Ecologische aspecten
De planten in dit geslacht zijn voedselplant voor onder andere Acherontia lachesis, doodshoofdvlinder (Acherontia atropos), Acherontia styx, Actinote acerata, Amerila bubo, Coelonia fulvinotata, Ctenoplusia limbirena, Dircenna klugii, Helicoverpa armigera, Helicoverpa assulta, Hypoleria cassotis, Spilosoma atridorsia, Spilosoma aurantiaca, Spilosoma jacksoni, Spodoptera litura en Psylliodes affinis.

## Gevoelig voor Phytophthora
Nachtschadesoorten zijn gevoelig voor een ziekte veroorzaakt door Phytophthora-soorten. Deze aantasting is bekend onder de naam aardappelziekte. Ook tomaat en aubergine zijn hier vatbaar voor.